# Símbolos nacionais da Arábia Saudita
Os símbolos nacionais da Arábia Saudita são bandeiras, ícones ou expressões culturais oficiais e não oficiais que são emblemáticos, representativos ou característicos da Arábia Saudita e de sua cultura.

## Símbolo
| Título            | Nome do Símbolo                                                           | Foto |
| bandeira nacional | Bandeira da Arábia Saudita                                                |      |
| Brazão            | Brasão de armas da Arábia Saudita                                         |      |
| Hino Nacional     | an-Našīd al-Waṭanī as-Suʿūdī Português: "Hino Nacional da Arábia Saudita" |      |
| Flor nacional     | Arfaj (Rhanterium epapposum)                                              |      |
| Pássaro nacional  | Falcão                                                                    |      |
| Animal nacional   | Dromedário                                                                |      |
| Prato nacional    | Kabsa                                                                     |      |